# Киселёв, Алексей Алексеевич (физик)
Киселёв Алексей Алексеевич (15 января 1937—17 октября 1990) — советский учёный-физик, доктор физико-математических наук (1976), профессор.

## Биография
Родился 15 января 1937 года в Москве в семье военного. После окончания средней школы в 1954 году поступил на физический факультет Ленинградского государственного университета имени А. А. Жданова, который окончил в 1959 году. 
Круг научных интересов А. А. Киселёва включал в себя теоретические исследования в области атомно-молекулярной спектроскопии и физики конденсированных сред. Являясь учеником М. И. Петрашень, свою научную деятельность А. А. Киселёв начал с теоретического исследования неэлементарных примесных центров в щелочно-галлоидных кристаллах, и уже эти первые его работы внесли заметный вклад в развитие метода Хартри — Фока для открытых оболочек. Эти работы явились основой кандидатской диссертации, которую он защитил в 1964 году. Интересные и перспективные результаты были получены им в теории молекулярных спектров; развитие метода Борна — Оппенгеймера в сочетании с диаграммным методом теории возмущений позволило эффективно проводить теоретические исследования структурных особенностей молекулярных спектров высокого и сверхвысокого разрешения. По результатам этих работ в 1976 году А. А. Киселёвым была защищена диссертация на соискание ученой степени доктора физико-математических наук. С развитием лазерной спектроскопии и появлением источников сильного электромагнитного излучения А. А. Киселёв начал активные исследования воздействия сильных электромагнитных полей на электронно-ядерную динамику в атомах, молекулах и кристаллах, а позднее включился в теоретическую разработку процессов, происходящих в высокотемпературных сверхпроводниках. Занимаясь фундаментальными теоретическими проблемами, поддерживал эффективные и взаимно плодотворные контакты с различными группами исследователей-экспериментаторов. 
Является автором двух учебных пособий, за одно из которых был удостоен Университетской премии. Среди его учеников 1 доктор и 7 кандидатов физико-математических наук. В последние годы работал в должности ведущего научного сотрудника кафедры квантовой механики физического факультета ЛГУ. Являлся заместителем руководителя Теоретическим отделом НИИФ имени В. А. Фока. В течение 10 лет он также руководил кафедрой теоретической физики Ленинградского института точной механики и оптики.

## Избранные работы
- Киселёв А. А., Павлов Б. С. Собственные частоты и собственные функции оператора Лапласа задачи Неймана в системе двух связанных резонаторов // ТМФ. — 1994. Т. 100. — № 3. — С. 354–366.
- Киселёв А. А., Павлов Б. С. Существенный спектр оператора Лапласа задачи Неймана в модельной области сложной структуры // ТМФ. — 1994. Т. 99. — № 1. — С. 3–19.
- Киселёв А. А., Павлов Б. С., Пенкина Н. Н., Сутурин М. Г. Учёт симметрии взаимодействия в технике теории расширений // ТМФ. — 1992. Т. 91. — № 2. — С. 179–191.
- Браун П. А., Киселёв А. А. Введение в теорию молекулярных спектров: Учебное пособие / Под ред. проф. М. О. Буланина. — Л.: Изд-во ЛГУ, 1983. — 232 с.
- Браун П. А., Киселёв А. А., Ребане Т. К. О вкладе колебаний в магнитный момент молекул типа симметрического волчка // ЖЭТФ. — 1981. Т. 80. — № 6. — С. 2163—2174.
- Киселёв А. А. Диаграммная техника в общей теории возмущений и в адиабатической теории молекулярных спектров // Вопросы квантовой теории атомов и молекул. Вып. 1. — Л., 1978. — С. 108—143.
- Киселёв А. А., Попов В. Н.  Диаграммная техника в общей теории возмущений // ДАН. — 1973. Т. 213. — № 1. — С. 70–73.
- Киселёв А. А., Ляпцев А. В. О выборе движущейся системы координат в теории молекул с внутренним вращением многоатомных молекул // Оптика и спектроскопия. — 1973. Т. 35. — Вып. 3. — С. 427—432.
- Киселёв А. А., Юрова И. Ю., Объедков В. Д. Неупругое рассеяние электронов на молекулах с эффектом Реннера // ЖЭТФ. — 1971. — Т. 61. — Вып. 3.
- Киселёв А. А. Вырожденные электронные состояния молекул и эффект Реннера // Вестник Ленинградского университета. — 1970. — № 10. — С. 7—9.
- Абаренков И. В., Киселёв А. А. О выборе движущейся системы координат в теории колебательно-вращательных спектров многоатомных молекул // Оптика и спектроскопия. — 1965. Т. 19. — Вып. 5. — С. 834—836.
- Kiselev A. A. Adiabatic perturbation theory in molecular spectroscopy. — Canad. J. Phys., 1978, vol. 56, No. 6, p. 615—647.